# Дульова
Дульова (пол. Dulowa) — село в Польщі, у гміні Тшебіня Хшановського повіту Малопольського воєводства.
Населення — 1437 осіб (2011).
У 1975-1998 роках село належало до Катовицького воєводства.

## Демографія
Демографічна структура станом на 31 березня 2011 року:
|          | Загалом | Допрацездатний вік | Працездатний вік | Постпрацездатний вік |
| -------- | ------- | ------------------ | ---------------- | -------------------- |
| Чоловіки | 692     | 139                | 474              | 79                   |
| Жінки    | 745     | 128                | 456              | 161                  |
| Разом    | 1437    | 267                | 930              | 240                  |